# Glaucobotys spiniformis
Glaucobotys spiniformis is een vlinder uit de familie grasmotten (Crambidae). De wetenschappelijke naam van deze soort is voor het eerst geldig gepubliceerd in 2008 door Koen Maes.
De soort komt voor in Kenia (Kakamega Forest).